# Triton (Schiff, 2000)
Die Triton ist einer der größten Trimarane der Welt. Sie wurde als Versuchsschiff der britischen Royal Navy gebaut, um den militärischen Einsatz von Trimaranen zu erproben. Nach dem Ende der Testreihen wurde sie 2005 an Gardline Marine Sciences verkauft und in der Meeresforschung eingesetzt. Von 2006 bis 2015 war sie als Patrouillenboot für den australischen Zoll im Einsatz.

## Geschichte
1998 beauftragte die Royal Navy den britischen Rüstungskonzern QinetiQ mit der Konstruktion des Versuchsschiffes RV Triton. Dieses war Teil des Future-Surface-Combatant-Programms, an dessen Ende ein Nachfolger für die Fregatten der Broadsword- und Duke-Klasse stehen sollte. Im Zuge dieses Projekts wurde die Triton im August 2000 offiziell in Dienst gestellt. Erste Tests im Nordatlantik wurden im September 2001 mit der Landung eines Sea Lynx Hubschraubers der Royal Navy an Bord des Schiffes erfolgreich abgeschlossen. Hierbei handelte es sich um die erste Hubschrauberlandung auf einem Trimaran. Nach weiteren Tests im Mittelmeer und Südostasien zeigten auch die USA Interesse an der Konstruktion. 2003 fanden gemeinsame Tests der britischen und amerikanischen Marine vor der amerikanischen Ostküste statt. Offiziell schloss die Royal Navy ihre Testreihen im Januar 2004 ab. Anschließend wurde das Schiff an die United States Navy verliehen, die es knapp ein Jahr lang ebenfalls zu Testzwecken verwendete. Auf Basis der Triton entwickelte die US-Marine einen eigenen Prototypen für ihr Littoral Combat Ship, die USS Independence.

## Ausmusterung

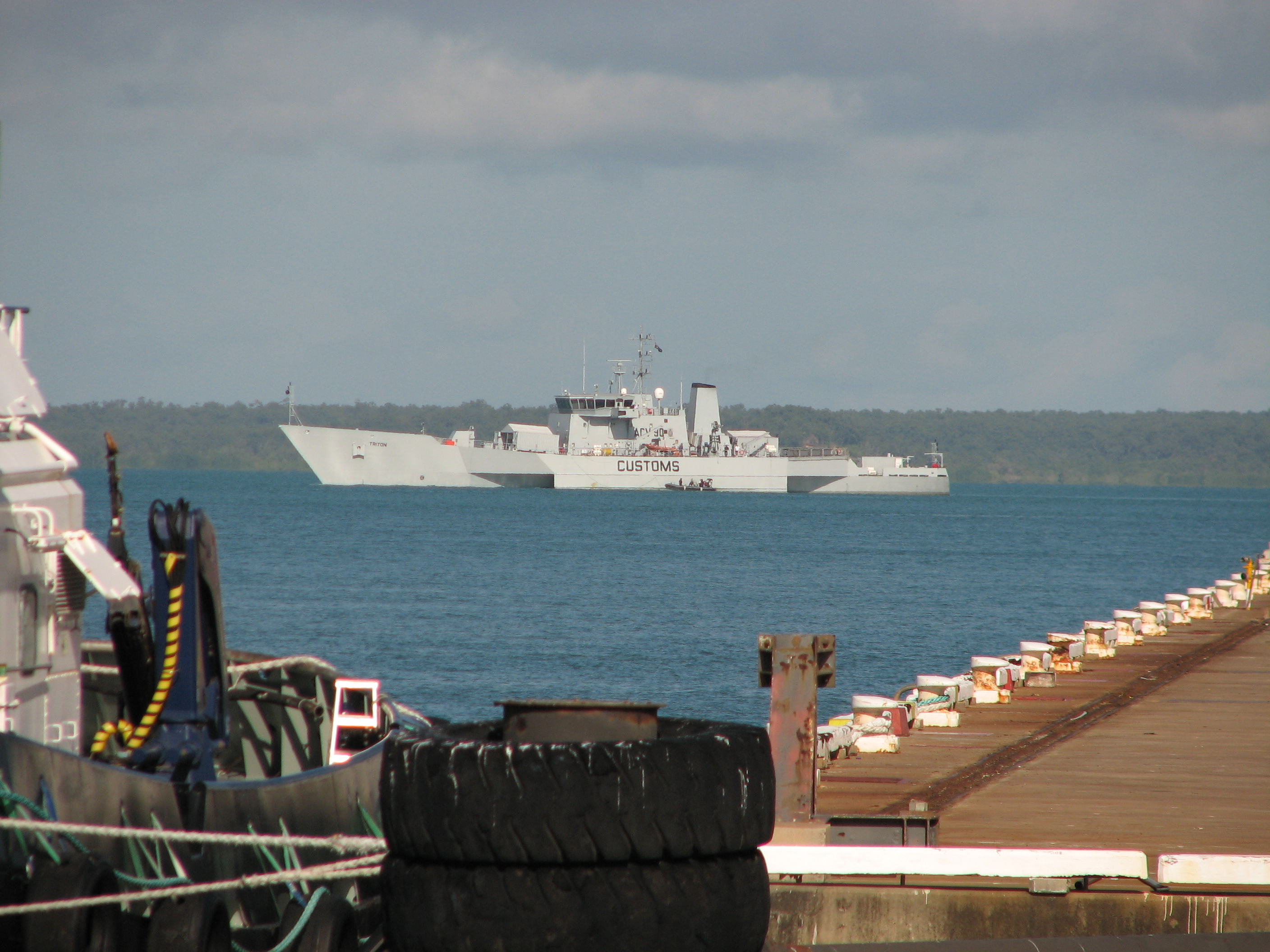

Am 7. März 2005 bestätigte das Verteidigungsministerium, dass das FSC-Programm in seiner ursprünglichen Form vorzeitig beendet worden sei und bestätigte damit Pressemeldungen vom November 2004. Das futuristische Trimaran-Konzept wird demzufolge nicht weiter verfolgt. Durch den Abbruch des Programms waren weitere Tests mit der Triton nicht mehr notwendig. Im Januar 2005 wurde sie an das in Great Yarmouth ansässige Unternehmen Gardline Marine Sciences verkauft, das sie zu Forschungszwecken einsetzte. Von Januar 2006 bis Oktober 2015 war sie als Patrouillenboot ACV Triton für den australischen Zoll im Einsatz. Zu diesem Zweck wurde sie mit zwei 12,7 mm Maschinengewehren ausgerüstet.

## Technische Daten und Ausstattung
Die Triton wurde als voll funktionsfähiger Trimaran gebaut, ist jedoch deutlich kleiner als die ursprünglich geplanten Schiffe der Serienproduktion, die eine Verdrängung ähnlich der heutiger Fregatten haben sollten. Da es vorwiegend um die Erprobung der Trimaran-Bauweise ging, verfügte das Schiff über keinerlei Bewaffnung. Bei den Tests sollte analysiert werden welche Vorteile die Bauweise gegenüber konventionellen Schiffen mit nur einem Rumpf hat. Hierbei standen die höhere Geschwindigkeit, der geringe Kraftstoffverbrauch sowie das größere Platzangebot im Mittelpunkt. Für die Erprobung wurden über 300 Sensoren und weitere technische Ausrüstung im gesamten Schiff installiert.
Das Schiff wird dieselelektrisch durch einen Elektromotor mit 3500 kW Leistung angetrieben. Der Antriebsmotor wirkt auf einen Festpropeller. Zusätzlich stehen zwei von Elektromotoren mit jeweils 350 kW Leistung angetriebene Schottel-Ruderpropeller an den Seitenrümpfen zur Verfügung. Für die Stromerzeugung stehen zwei von MTU-Dieselmotoren des Typs 16V4000M40B mit jeweils 2080 kW Leistung angetriebene AVK-Generatoren mit 2500 kVA Scheinleistung zur Verfügung. Weiterhin wurden ein von einem Cummins-Dieselmotor des Typs KTA19G3 mit 510 kW Leistung angetriebener Stamford-Generator als Hafengenerator und ein von einem Cummins-Dieselmotor des Typs 6BT59GZ mit 120 kW Leistung angetriebener Stamford-Generator als Notgenerator verbaut. Das Schiff kann mit beiden oder nur einem der Hauptgeneratoren betrieben werden. Sind beide Hauptgeneratoren für die Stromerzeugung des Antriebs in Betrieb, kann das Schiff 17,5 Tage auf See bleiben, bei nur einem der beiden Hauptgeneratoren sind es 35 Tage. Die Reichweite des Schiffes beträgt dann mehr als 9000 Seemeilen. Während die Höchstgeschwindigkeit des Versuchsschiffs durch die geringe Motorleistung unter 20 Knoten liegt, sollten die Schiffe der Serienproduktion später mehr als doppelt so schnell sein.
Das Schiff ist mit einem mit 240 kW Leistung angetriebenen Bugstrahlruder ausgestattet.
An Bord stehen 21 Doppel- und 6 Einzelkabinen für die Schiffsbesatzung und weiteres Personal zur Verfügung. Als Versuchsschiff der Royal Navy wurde das Schiff mit einer 14-köpfigen zivilen Besatzung und verschiedenen eingeschifften Militärangehörigen und anderen Personen betrieben.
An Deck können sechs 20-Fuß-Container mitgeführt werden.